# شهرستان جفرسون (تگزاس)
شهرستان جفرسون، تگزاس (به انگلیسی: Jefferson County, Texas) یک سکونتگاه مسکونی در ایالات متحده آمریکا است که در تگزاس واقع شده‌است.

## خصوصیات
شهرستان جفرسون ۲٬۸۸۲٫۶۷ کیلومترمربع مساحت دارد.